# Mark Tollefsen
Mark Tollefsen (Danville, 21 novembre 1992) è un ex cestista statunitense, professionista in Europa.

## Palmarès
- Campionato estone: 1

Kalev/Cramo: 2016-17